# Booleroo Centre
 (signalé en juin 2025).
Si vous disposez d'ouvrages ou d'articles de référence ou si vous connaissez des sites web de qualité traitant du thème abordé ici, merci de compléter l'article en donnant les références utiles à sa vérifiabilité et en les liant à la section « Notes et références ».
- Archive Wikiwix
- Bing
- Cairn
- DuckDuckGo
- E. Universalis
- Gallica
- Google
- G. Books
- G. News
- G. Scholar
- Persée
- Qwant
- (zh) Baidu
- (ru) Yandex
- (wd) trouver des œuvres sur Wikidata

Booleroo Centre est une bourgade (town) située dans le district de Mount Remarkable, en Australie-Méridionale.

## Culture locale et patrimoine

### Lieux et monuments
- Église Sainte-Agnès de Booleroo Centre, datant de 1912.